# 대아찬
대아찬(大阿飡)은 520년(법흥왕 7)에 율령 공포된 신라의 17등 관계(官階) 중의 제5등 관계이다. '대아간(大阿干)'이라고도 하며, 아찬의 상위 관등이다. 진골 이상만이 가능한 대아찬부터 화백회의에 참석할 자격이 주어졌으며, 집사부(執事部)의 중시(中侍)가 될 수 있었다. 공복의 빛깔은 자색(紫色)이었다.